# Istoria Odnogo Naznatchenia
Istoria Odnogo Naznatchenia (em russo: История одного назначения) é um filme de drama histórico de 2018, dirigido por Avdotia Smirnova, que também escreveu o roteiro com contribuição de Anna Parmas e Pavel Basinski. Baseado numa história verdadeira, o filme narra os eventos do julgamento do tenente Grigori Kolokoltsev, que pede ajuda para seu amigo Liev Tolstói após ser acusado dum crime de guerra.
O filme foi lançado na Rússia em 6 de setembro de 2018 e obteve críticas, em geral, favoráveis. Ele também conquistou os prêmios Águia de Ouro e Nika.

## Sinopse
O tenente da capital Grigori Kolokoltsev é enviado para servir num regimento de infantaria no oblast de Tula, onde ocorre um crime de guerra. Acusado pelo crime e enfrentando a pena de morte, Kolokoltsev solicita ajuda de Liev Tolstói. Este, por sua vez, compromete-se a defender o réu.

## Elenco
- Aleksei Smirnov como Grigori Apollonovitch Kolokoltsev.[4]
- Filipp Gurevitch como Vasili Shabunin.[4]
- Evgeni Kharitonov como Liev Tolstói.[4]
- Irina Gorbatchova como Sofia Tolstói.[4]
- Łukasz Simlat como Kazimir Iatsitch.[4]
- Sergei Umanov como Aleksandr Stasyulevitch.[4]
- Anna Mikhalkova como Anna Ivanovna.[4]
- Alexei Makarov como Sergei Tolstói.[4]

## Premiações
- 2018 — Festival de Cinema Kinotavr: melhor roteiro e escolha do público.[5][6]
- 2018 — Festival de Cinema Internacional de Sakhalin: escolha do público.[7]
- 2019 — Águia de Ouro: melhor roteiro.[8]
- 2019 — Nika: melhor roteiro.[9]